# Сокі
Сокі (окінав. ソーキ) — страва кухні префектури Окінава, Японія. Сокі — це тушковані свинячі ребра. Їх часто подають із окінавською собою.

## Страви

### Сокі соба
Сокі соба містить окінавську собу з тушкованим ребрами-сокі зверху. Сокі готують спочатку кип'ятінням для видалення зайвого жиру, а потім тушкуванням у суміші аваморі (окінавський алкогольний напій), соєвого соусу та цукру протягом трьох-чотирьох і аж до шести годин, поки м'ясо не буде легко відділятися від кістки. Потім їх подають у мисці з окінавською собою, яка є товщою, ніж звичайна соба, і виготовлена з пшениці на відміну від звичайної соби, яка виготовляється з гречаного борошна.
До сокі соба додають комбу, також вона може приправлятися з кацуобусі або імбиром і подаватися з тофу, інколи у супроводі ароматизованого рису (jyushii).
Страва виникла протягом правління Рюкю, окінавська соба набула поширення впродовж періоду Мейдзі.

### Сокі джіру
Сокі джіру — це суп, що містить сокі, комбу і дайкон, моркву, бенінказу. Сокі спочатку кип'ятять для видалення зайвого жиру, потім тушкують у супі до готовності. Страва приправляється кацуобусі, комбу та місо чи соєвим соусом. Сокі джіру вважається типовою стравою для холодної пори року.